# Johan Frederik Veeren
Johan Frederik Veeren (Huissen, 16 juni 1820 - Arnhem, 6 mei 1874) was burgemeester van Lienden en Winterswijk.
Van 1853 tot 1863 was Veeren burgemeester van de Gelderse gemeente Lienden. In dat laatste jaar werd hij benoemd tot burgemeester van de gemeente Winterswijk, waar hij op 12 november 1863 werd beëdigd.
Hij is in 1874 gestorven aan een hartaanval toen hij rekruten ging afleveren in Arnhem.
Op 3 juli 1846 is Veeren getrouwd met Theodora Aurelia Hamaker. 